# San Candido
San Candido (AFI: /sanˈkandido/; Innichen in tedesco, AFI: /ˈiniçn/; Sanciana o San Candel in ladino) è un comune italiano di 3 300 abitanti della provincia autonoma di Bolzano in Trentino-Alto Adige, situato nell'Alta Pusteria e nel comprensorio della Val Pusteria. Comune-mercato dal 1303, è una nota località turistica invernale ed estiva delle Dolomiti, inclusa nel parco naturale Tre Cime.

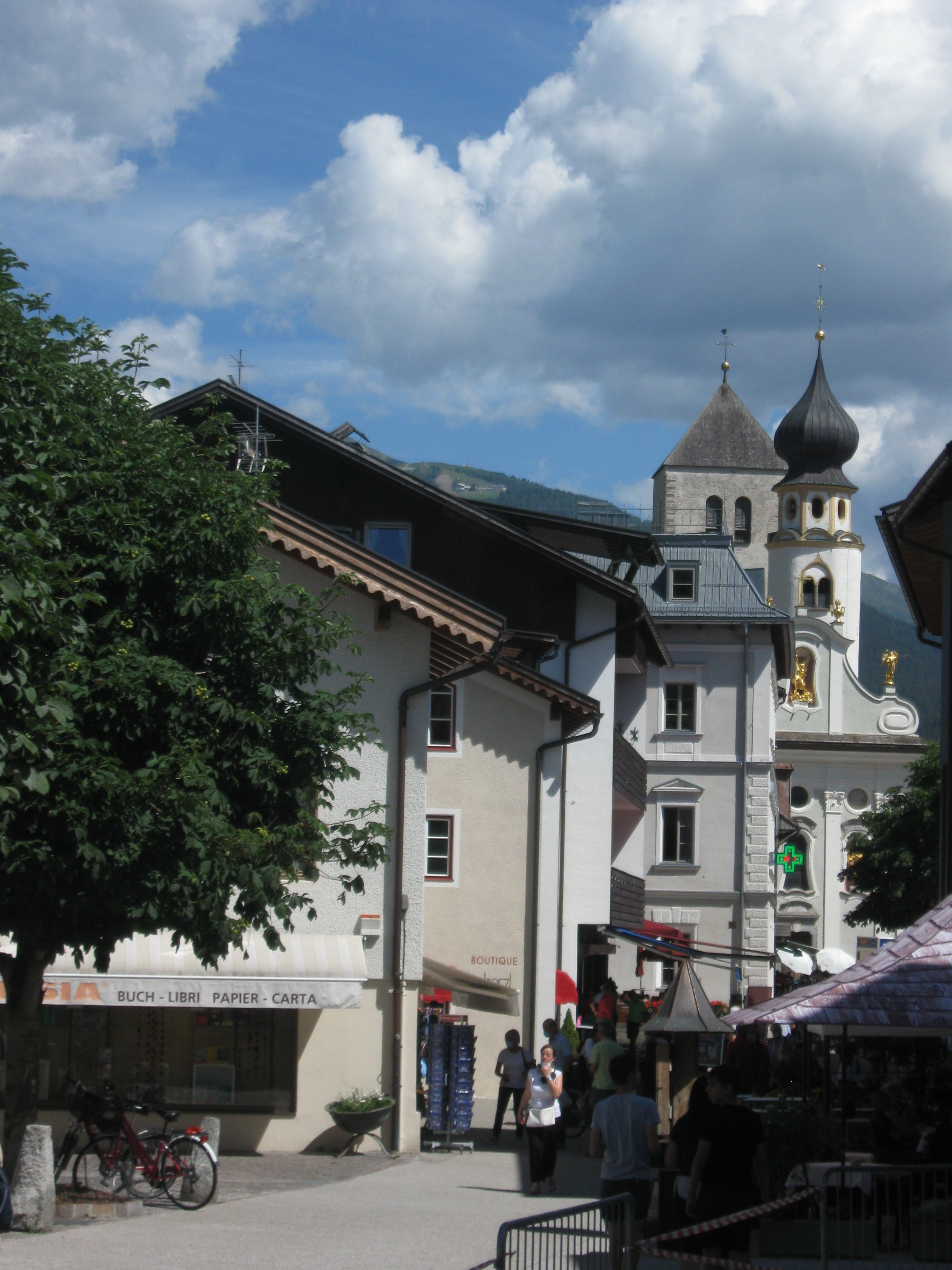
Il centro di San Candido con la Chiesa di San Michele sullo sfondo

## Origini del nome
Il toponimo è attestato come India nel 769, Intihha nell'822 e Intichingen nel 1070 e deriva forse dal nome di persona latino Indius attraverso una forma *Intica.
Il nome italiano San Candido è attestato dal 1870 in area ladina fodom. Peraltro nel ladino della val Badia è attestato nel 1915 nella forma San Ciana, tuttora usato anche dalla Provincia di Bolzano per i suoi testi in ladino. Ettore Tolomei, nel contesto della sua campagna di italianizzazione del territorio, aveva proposto San Candido alla Drava, ma è stato accolto solo in parte e corrisponde a quello del compatrono della collegiata.

## Geografia fisica
San Candido è situato nei pressi della sella di Dobbiaco, al di là dello spartiacque alpino, poiché attraversato dal fiume Drava, affluente del Danubio: San Candido e la vicina Sesto sono quindi tra i pochi comuni italiani non facenti parte della regione geografica italiana perché appartenenti al bacino idrografico del Danubio.

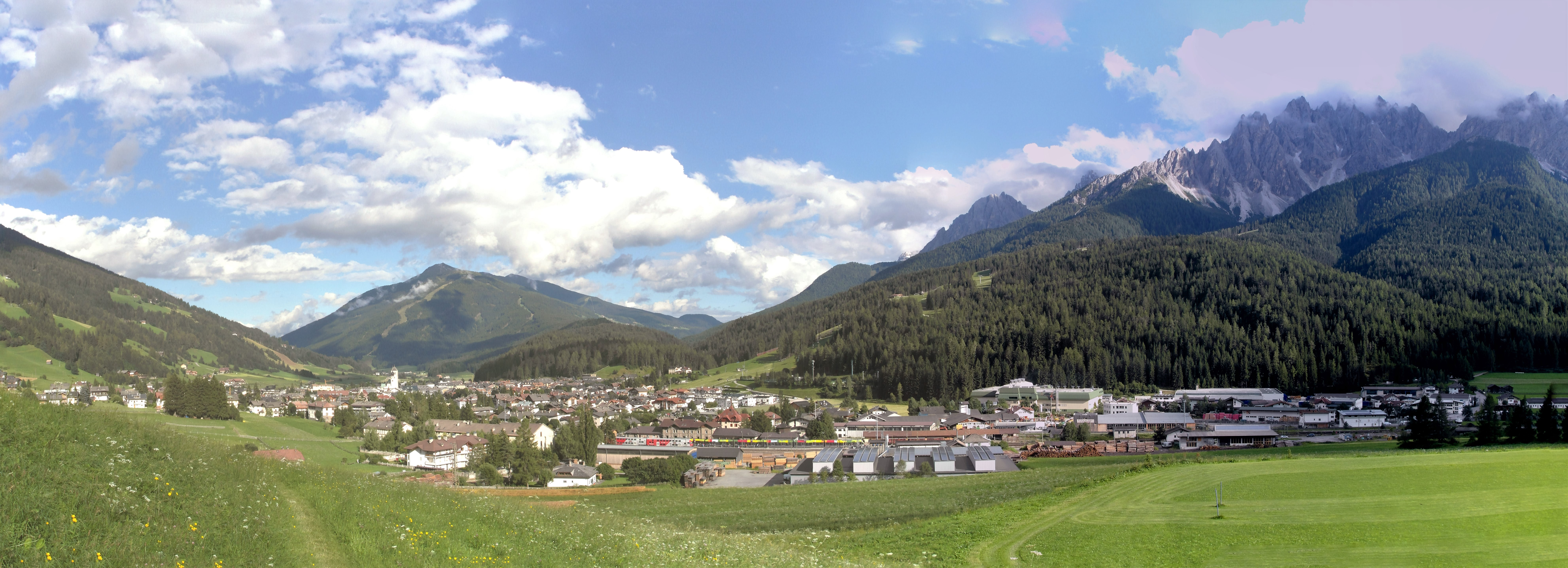
Panorama di San Candido

Classificazione climatica: zona F.

## Storia

### Dalla nascita del borgo alla prima guerra mondiale

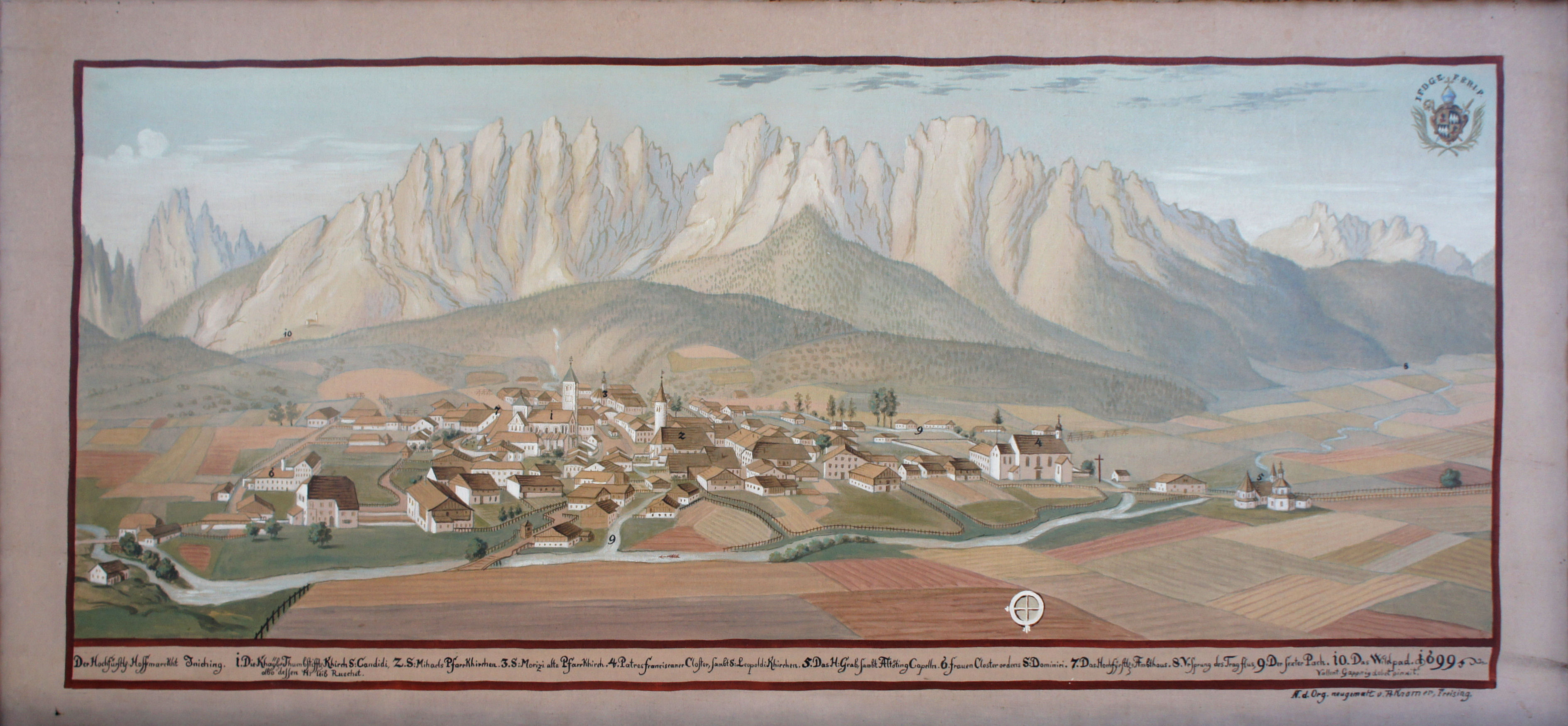
Una rappresentazione di San Candido quando era dominio dei vescovi di Frisinga

I primi reperti che si hanno di San Candido si possono ricondurre al 1000 a.C., dove passarono da sud-est gli Illiri. In seguito, e precisamente nel IV secolo a.C. vi sono tracce di insediamenti Celti che fondarono un piccolo villaggio.
I Romani dal 15 a.C., fondarono le province romane Rezia e Norico che comprendeva anche San Candido. I Romani, riadattando antichi percorsi, costruirono nella regione alcune stradeː da San Candido (Littamum per i Romani), passava la via in compendium, convenzionalmente denominata dagli storici via Aguntum-Vipitenum, che attraverso la val Pusteria collegava la Iulia Augusta alla diramazione della via Claudia Augusta che da "Pons Drusi" (nella zona di Bolzano) lungo la vallata dell'Isarco conduceva a Vipiteno e a "Veldidena" (Innsbruck-Wilten) attraverso il passo del Brennero. A Littamum sorse una importante mansio (luogo di sosta) lungo la via romana., della quale sono state ritrovate in val Pusteria ben 15 pietre miliari, segno della costante manutenzione e frequentazione del percorso. Il più antico miliare è dedicato all'imperatore Severo Alessandro, in carica dal 222 al 235 d.C., un secondo è attribuibile all'imperatore Probo, che regnò dal 276 al 283 d.C. Sul miliario dedicato a Severo Alessandro è ancora chiaramente leggibile la distanza, corrispondente a 63 miglia (circa 90 km) dalla città più vicina, Aguntum presso Lienz. Nei pressi di San Candido è stato ritrovato un miliare romano della metà del III secolo con dedica a Marco Filippo II, imperatore bambino morto a soli 11 anni nell'anno 249.
Alcuni gravi scontri vi furono verso la fine del VI secolo che coinvolsero la popolazione degli Slavi da est contro i Bavari da ovest che con tutta probabilità distrussero l'allora insediamento di San Candido.
Il borgo di San Candido, centro religioso dell'Alta Pusteria, si è sviluppato attorno all'omonimo monastero concesso dal duca Tassilone III di Baviera nel 769 durante la reggenza del vescovo Aribo di Frisinga e quindi dall'abate Atto di Scharnitz per convertire gli slavi, allora ancora pagani, al cristianesimo. Per secoli la dipendenza dal punto di vista ecclesiastico rimase alla diocesi di Frisinga (San Corbiniano), la più antica della Baviera. L'Imperatore del Sacro Romano Impero, Ottone I di Sassonia, concesse nel 965 a San Candido l'immunità, ciò significò che la marca divenne "indipendente dall'impero". Gli antichi legami con Frisinga hanno portato a stabilire un gemellaggio tra le due località. Attorno all'anno 1140 l'allora monastero di monaci benedettini venne mutato in una collegiata di tipo occidentale, ciò comportò l'insediamento di analoghi ecclesiastici e canonici.

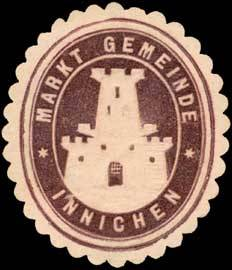
Lo stemma di comune mercato

Nel tardo medioevo il territorio di San Candido, nella sua massima estensione territoriale, si estendeva da Monguelfo a occidente fino a Abfaltersbach a oriente, a sud invece arrivava fino al Cadore. Alcune famiglie di agricoltori provenienti da San Candido colonizzarono nel corso del XIII secolo alcune località vicino all'attuale Tolmino in Slovenia. Il re Alberto I d'Asburgo, concesse a San Candido il 15 luglio 1303 la marca quindi il diritto di essere un comune di mercato. Nel 1554 scoppiò un grande incendio che distrusse l'intero paese, dato che la maggior parte delle abitazioni erano costruite in legno.
Intorno alla metà del XIV secolo il tentativo di fare del paese un centro commerciale lungo la via per il Cadore e la Carinzia fu contrastato dai conti di Gorizia, successivamente conti del Tirolo, che non vollero che si creassero rivalità economiche con la vicina Lienz. Verso la fine del dominio iniziale, nel 1803 rimase sotto il territorio di San Candido solamente la parte del paese. Fu così che San Candido rimase soprattutto un centro religioso, gravitante attorno alla Collegiata, che nei secoli ha attratto migliaia di pellegrini. Il centro storico è quindi caratterizzato da numerosi luoghi di culto, oltre che da case signorili del XVIII e XIX secolo. Negli anni precedenti il primo conflitto mondiale, San Candido come l'intera regione storica del Tirolo godeva di un'economia prettamente turistica, che finì con lo scoppio della guerra.

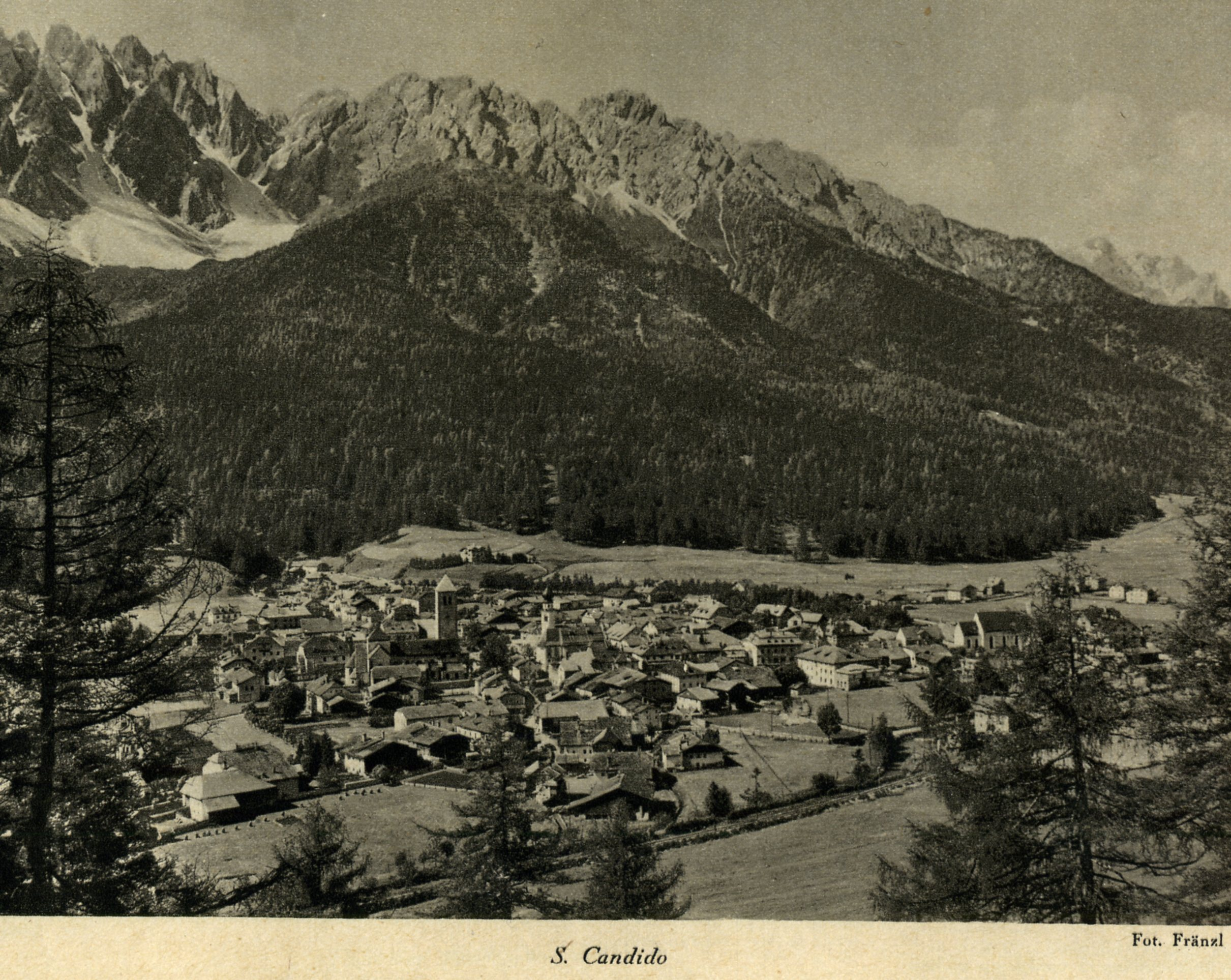
Una foto storica di San Candido dalla guida del TCI del 1935

### San Candido italiana
Con lo scoppio della prima guerra mondiale, San Candido si ritrovò nelle immediate retrovie del fronte, diventando così centro ospedaliero. Nella spartizione, nel 1918, del Tirolo fra Austria e Italia, San Candido sarebbe teoricamente dovuta rimanere all'Austria, trovandosi al di là dello spartiacque alpino ma per ragioni militari fu assegnata all'Italia con due grandi caserme: la Cantore e la Druso, la prima ancora affidata al 6º Reggimento Alpini.

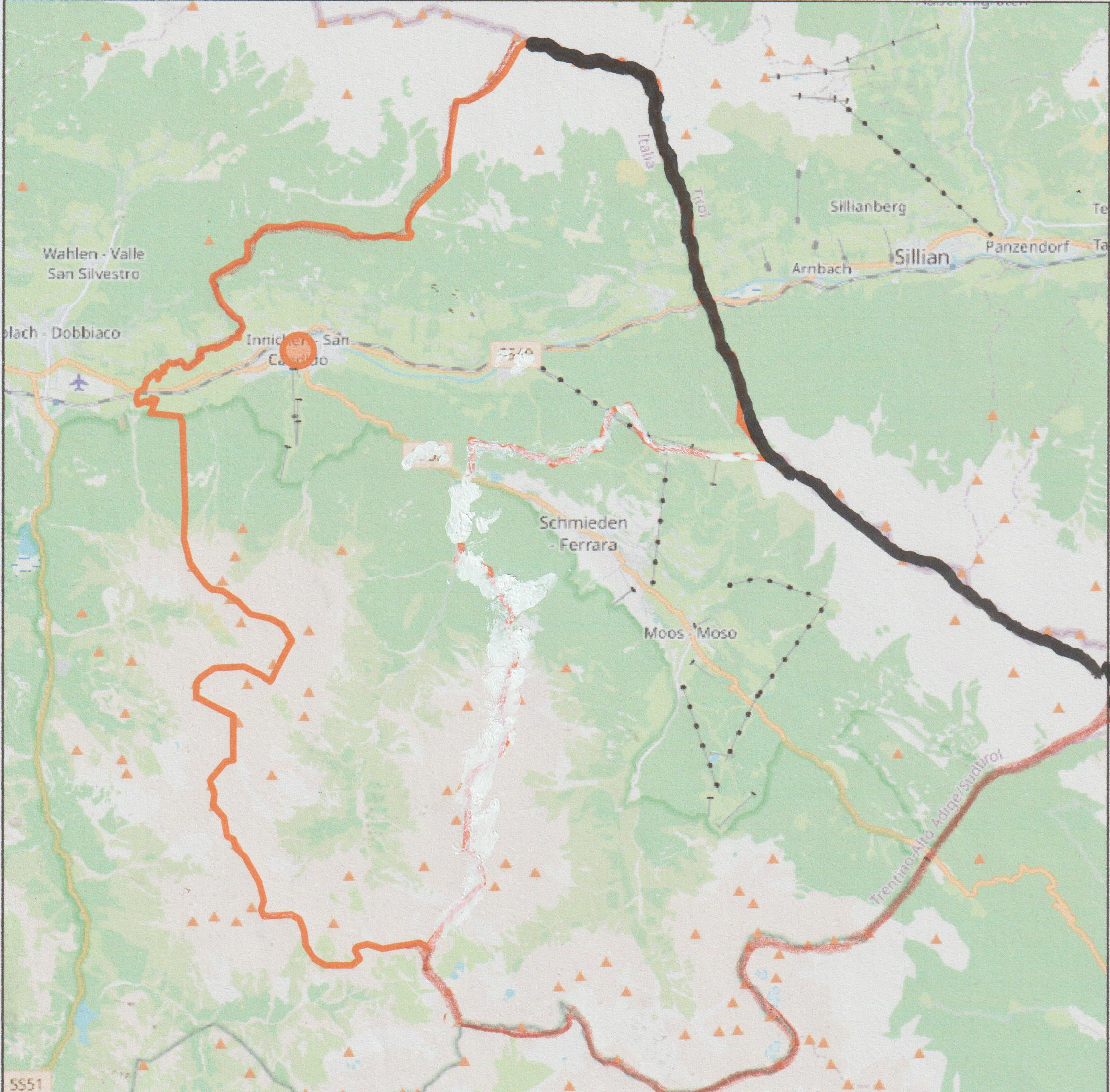
Secondo il Patto di Londra e l'armistizio di Villa Giusti il confine di stato avrebbe dovuto seguire la linea di displuvio (grossomodo l'attuale confine comunale di San Candido e Sesto nella cartina segnato in rosso) Nel trattato di Sain Germaine fu fissata una linea fra il Cornetto di Confine e il Monte Elmo

La presenza del confine nella frazione di Prato alla Drava determinò anche la presenza di una nutrita schiera di funzionari italiani: Guardia alla Frontiera (oggi non più esistente), polizia di frontiera, uffici doganali, una stazione di Carabinieri, un Commissariato di Pubblica Sicurezza e una sezione della Guardia di Finanza. Tra le due guerre San Candido comincia ad essere frequentata da un turismo di élite, il quale però rimarrà isolato, senza diventare un vero e proprio fenomeno. Solo dagli anni 2000 San Candido riesce ad imporsi come centro turistico e culturale nelle Dolomiti, attirando da diverse regioni d'Europa un turismo d'élite. Tra i frequentatori più rinomati, ci fu il duca d'Acquarone, Ministro della Real Casa che vi edificò una dimora di caccia.
San Candido ha costituito per anni il capolinea della linea ferroviaria che risaliva da Fortezza, mentre i sei chilometri di linea fino al confine, pur trovandosi in territorio italiano, erano gestiti dalle ferrovie austriache. Fino a che vi è stato un rigido controllo doganale, era caratteristica la presenza di treni-corridoio che univano Lienz, nel Tirolo orientale, con Innsbruck, capoluogo del Tirolo settentrionale che non effettuavano fermate nel territorio italiano.

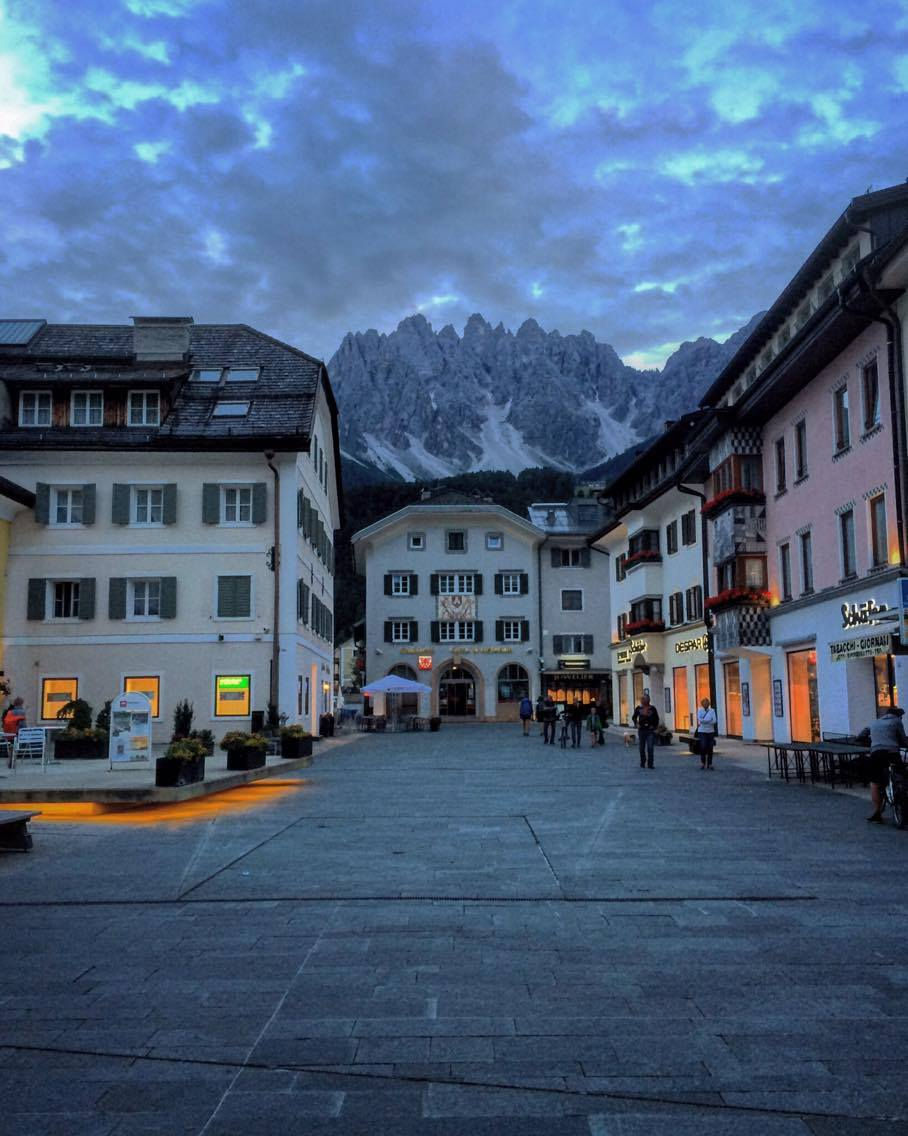
Piazza San Michele (St.-Michaels-Platz) al tramonto, agosto 2016

## Simboli
Lo stemma mostra una torre d'argento di due palchi, merlata alla guelfa, aperta di nero e saracinescata d'argento; sopra il portale, uno stemma d'azzurro, raffigurante la testa di un moro, coronato di un diadema d'oro. La torre è posata sul verde della campagna con lo sfondo rosso. Lo scudetto con la testa di moro coronata ricorda che la località un tempo era sotto il dominio dei vescovi di Frisinga, proprietari, dal 769 al 1803, di una vasta area nella regione. Lo stemma fu concesso dal re Alberto d'Austria nel 1303 e riconosciuto con decreto del capo del governo del 24 settembre 1931.

## Monumenti e luoghi d'interesse

### Architetture religiose

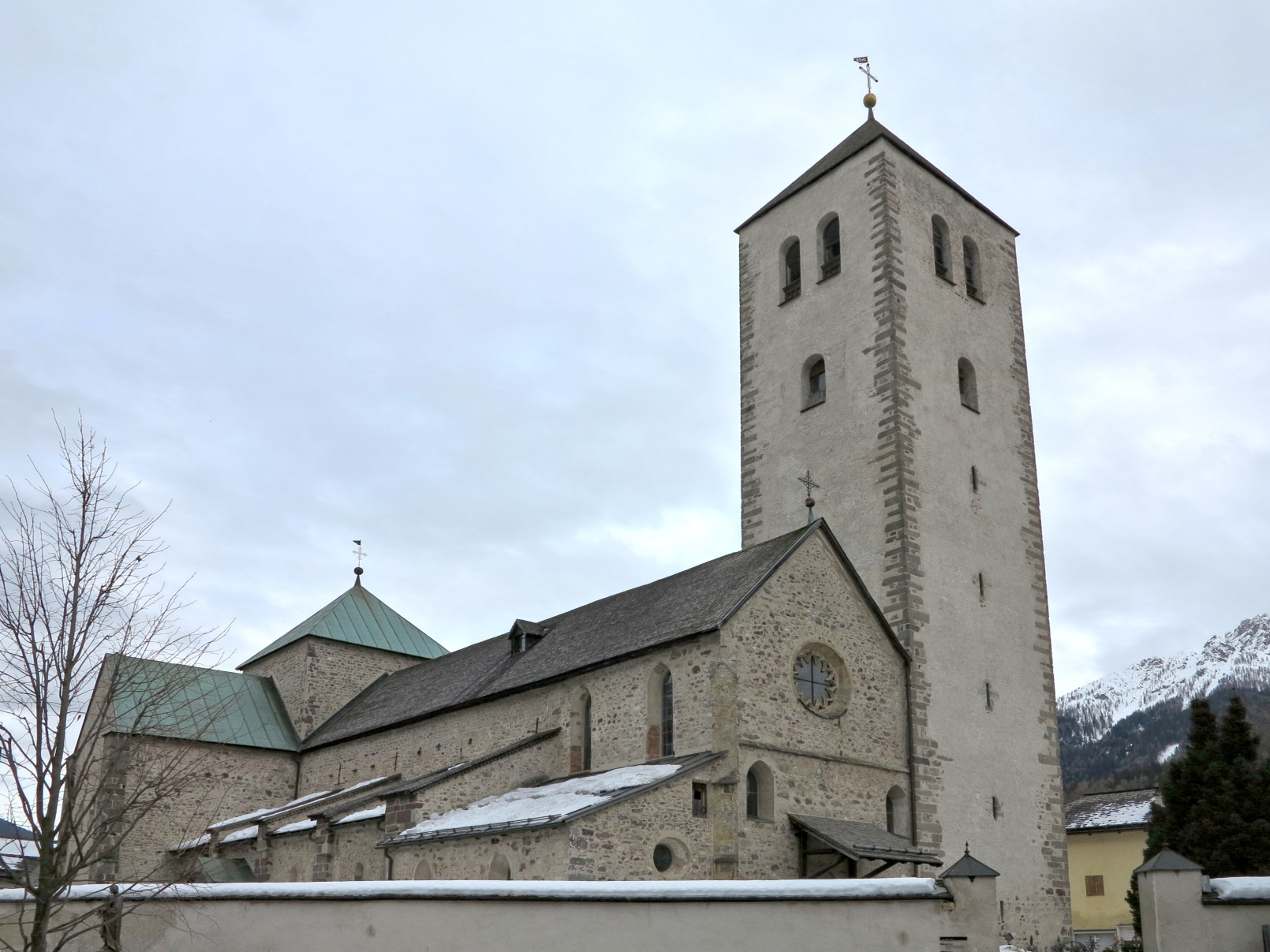
La Collegiata di San Candido

#### Collegiata di San Candido
Il complesso della Collegiata di San Candido (Stiftskirche Innichen), considerato il più importante monumento romanico dell'Alto Adige, fu costruito a partire dal 1043 sul sito del monastero fondato nel 769 dall'allora abate di Scharnitz Atto, poi vescovo di Frisinga, su impulso di Tassilone III di Baviera per convertire gli Slavi allora insediati nella zona. Il poderoso campanile e l'atrio con il fonte battesimale precedono il grandioso interno a tre navate, che conserva numerose opere d'arte, tra le quali affreschi di Michael Pacher e il grande Crocifisso ligneo dell'altare maggiore.

#### Chiesa Parrocchiale di San Michele

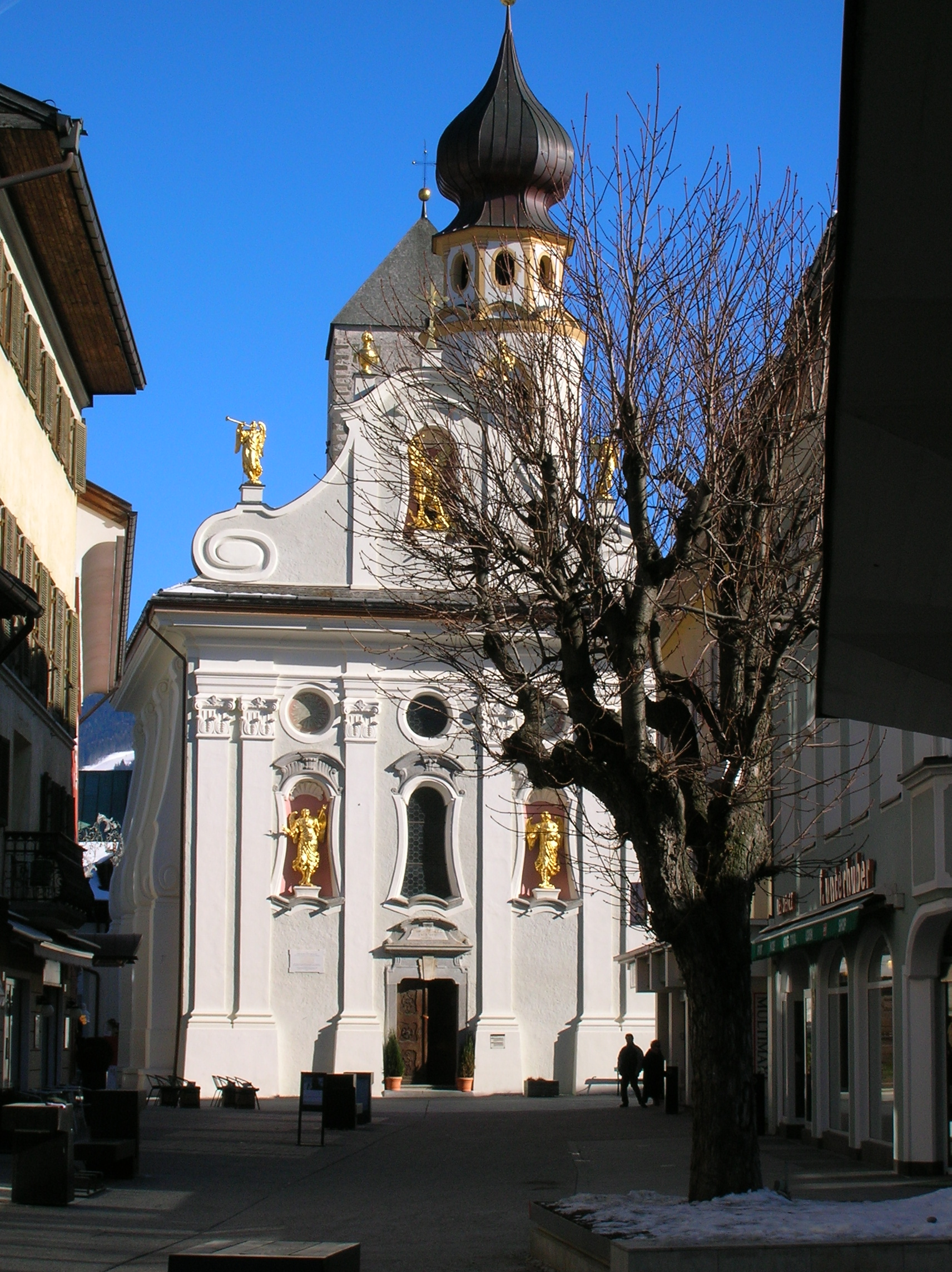
Chiesa Parrocchiale di San Michele

La Chiesa Parrocchiale di San Michele, originaria del XII secolo con uno stile romanico. Fu rimaneggiata nel 1735 per adattarla allo stile barocco, che dati i molteplici ornamenti può apparire anche come stile rococò. Fu più volte distrutta nella sua storia e della chiesa originale oggi rimane solo il campanile cilindrico. Esternamente la chiesa presenta finestre ad arco con nicchie che custodiscono delle statue e con una grande facciata principale che dà sulla piazza del paese.

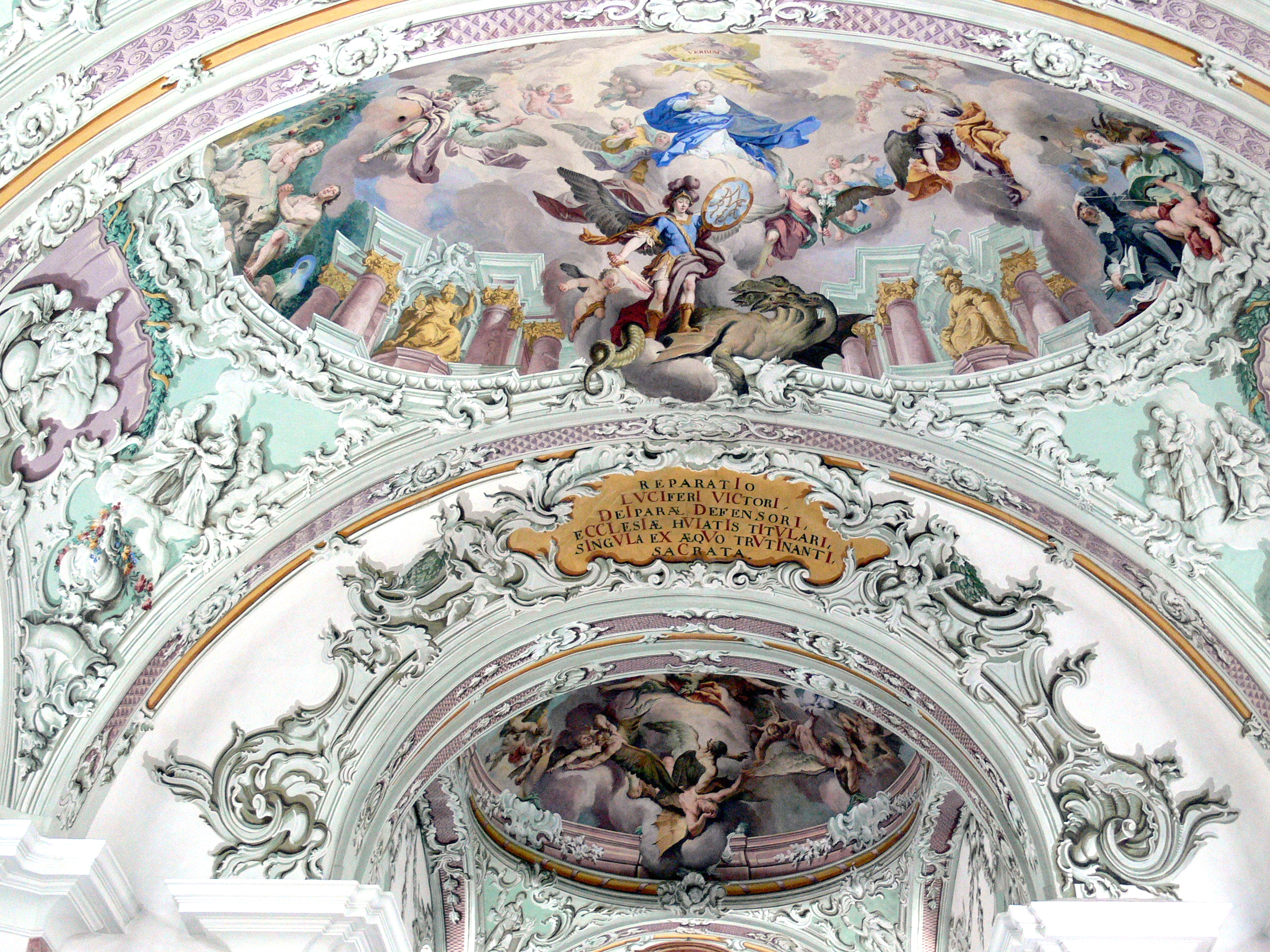
Affreschi di Christof Anton Mayr

Importanti sono gli affreschi, opera del pittore tirolese Christof Anton Mayr: sulla volta San Michele spinge gli angeli caduti nell'inferno; nella navata San Michele vincitore delle forze del male.

#### Chiesa del Convento dei Francescani
Il convento è affacciato sul rio Sesto, consacrata a San Leopoldo e costruita a fine Seicento. Con annesso chiostro. La costruzione della chiesa e del convento è fatta risalire, al seguito dell'arrivo dei primi frati francescani, nel 1691. Più precisamente vennero costruiti tra il 1693 e il 1697, quando avvenne la consacrazione delle chiesa da parte del Principe Vescovo di Bressanone e la consegna ufficiale all'ordine. La struttura fu progettata dal frate francescano Vitus Rastpichler proveniente dall'Ötztal, che rispettando la tradizione povera dell'ordine non presenta un alto campanile e poche difficoltà architettoniche e artistiche. Notevole è la biblioteca storica del convento, oggi conservata a Bolzano.
Subito dopo l'accesso principale è dislocata la cappella dedicata a Sant'Antonio. Dalla chiesa originale sono pochi gli oggetti che sono rimasti. Si sono salvati i dipinti degli altari laterali e quelli raffiguranti i santi francescani nella parete sud, mentre gli attuali altari sono opere del periodo del rococò. Tra il 1992 e il 1994 la struttura fu oggetto di uno scrupoloso restauro per riportarla al suo stato originario, facendole quindi ottenere il premio Europa Nostra.

#### Cappella di Altötting e del Santo Sepolcro

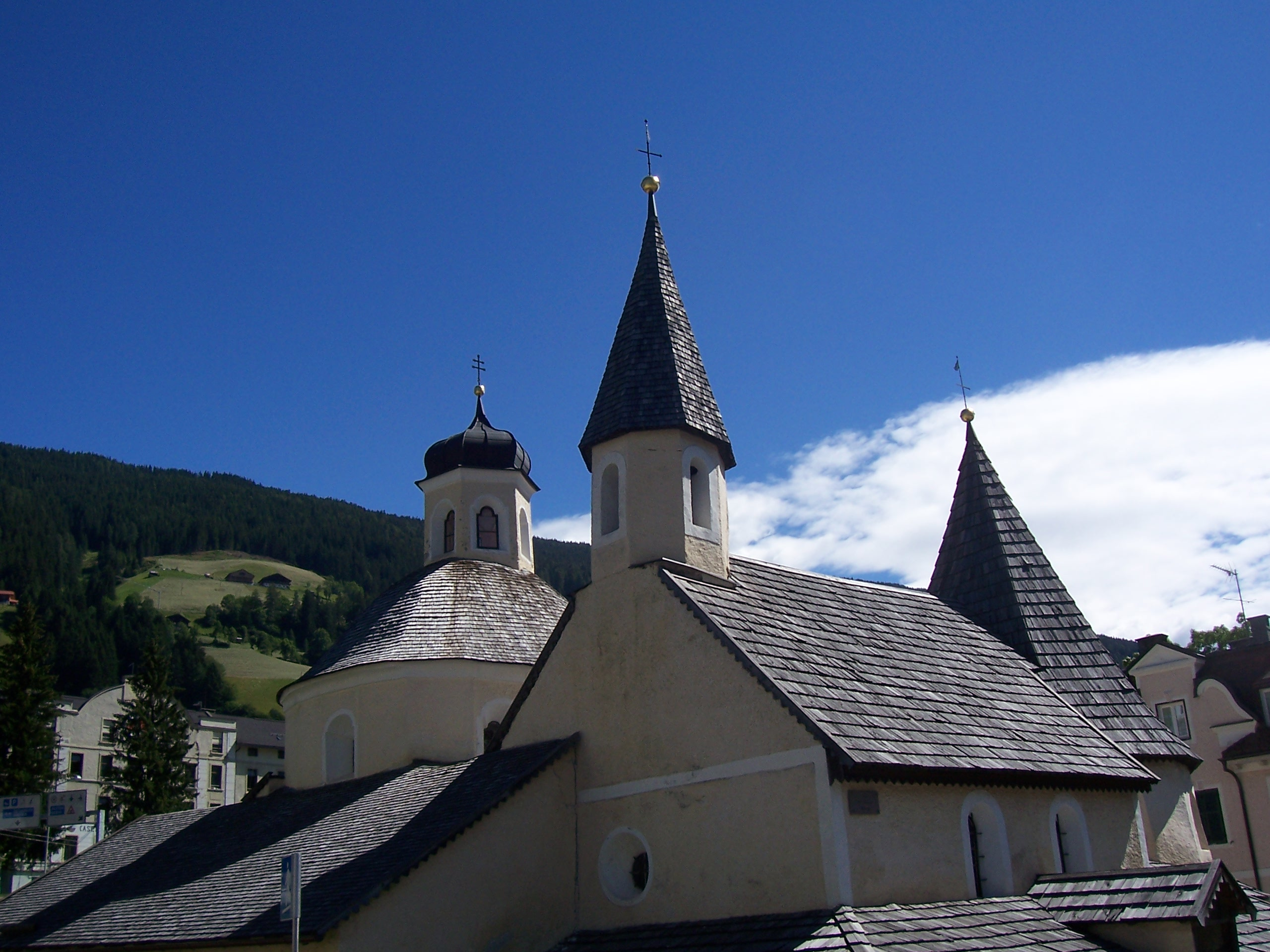
Cappelle di Altötting e del Santo Sepolcro

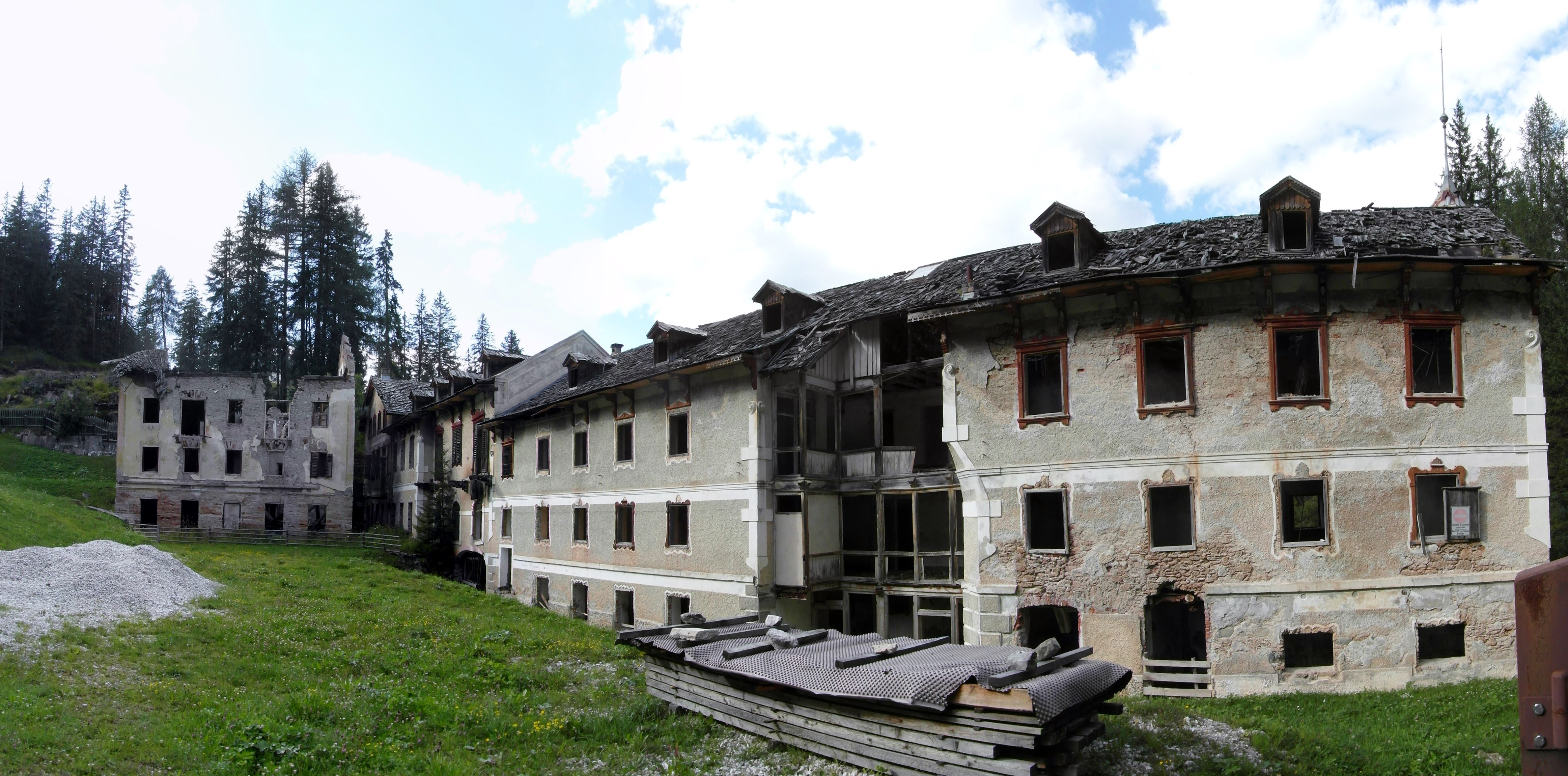
I bagni di San Candido (Wildbad Innichen)

La Cappella di Altötting e del Santo Sepolcro, a ridosso della linea ferroviaria, edificata dal 1653 dall'oste Georg Paprion dopo un pellegrinaggio in Terra santa, come una copia in miniatura del Santo Sepolcro sul Calvario di Gerusalemme, armonizzata ad un edificio precedentemente costruito, che era a sua volta copia della Cappella delle Grazie di Altötting. Si tratta infatti di tre cappelle costruite l'una nell'altra. L'oste dopo il suo primo viaggio riportò come ricordo un osso di Sauro preistorico, che è appeso sul muro dell'ingresso principale, lato interno.

### Architetture civili

#### I BagniWildbaddi San Candido
(Josephus Plaseller)
Presso il paese di San Candido si trovano seriazioni rocciose profonde, costituite da filliadi quarzifere, conglomerati, basici, arenarie di Val Gardena e strati di Bellerophon. Da questi ultimi, nei boschi ai piedi della Rocca dei Baranci, a sud del paese, scaturiscono le sorgenti sulfuree e minerali dei Bagni di San Candido (Wildbad Innichen). I Bagni risultano frequentati sin dall'antichità ed appaiono per la prima volta in documenti del XVI secolo.
Nel 1856 il medico ungherese Johann Schreiber li ingrandì, facendo nascere un sanatorio. Successivamente sua figlia con il marito, il conte Beckers, ingrandirono i Bagni fino a farli diventare un grande complesso alberghiero, il Grand Hotel Wildbad. Dopodiché i bagni divennero famosi, tanto che vi soggiornarono gli imperatori tedeschi Guglielmo II e Federico e quello austriaco Carlo I.
Dopo il passaggio del Tirolo meridionale all'Italia, a seguito della prima guerra mondiale, lo stabilimento andò in declino. Fu messo all'asta negli anni '30, e lasciato all'incuria del tempo.
Oggi è rimasta solo la struttura esterna dei Bagni, mentre l'interno del complesso si trova in pessimo stato.
Le sorgenti in realtà sono quattro, ognuna con un sapore diverso: una sulfurea, una ferrosa, la Lavaredo e la Kaiserwasser.
Attorno ai Bagni nel 1591 fu costruita una cappella dedicata a San Salvatore, ancora oggi consacrata e ben conservata. La cappella, consacrata nel 1594, era collegata a un eremo che fu soppresso nel 1786 dall'Imperatore Giuseppe II. Già in precedenza comunque vi era al posto della cappella un piccolo luogo di preghiera, che si è fatto risalire all'ottavo secolo. Con tutta probabilità si trattava di un luogo di culto precristiano.
Nel 1968, in seguito alle ricerche del Professor Giovanni Malagó venne realizzato l'impianto di imbottigliamento di San Candido e quindi della commercializzazione delle acque minerali naturali Kaiserwasser e Lavaredo.

#### Castello da caccia

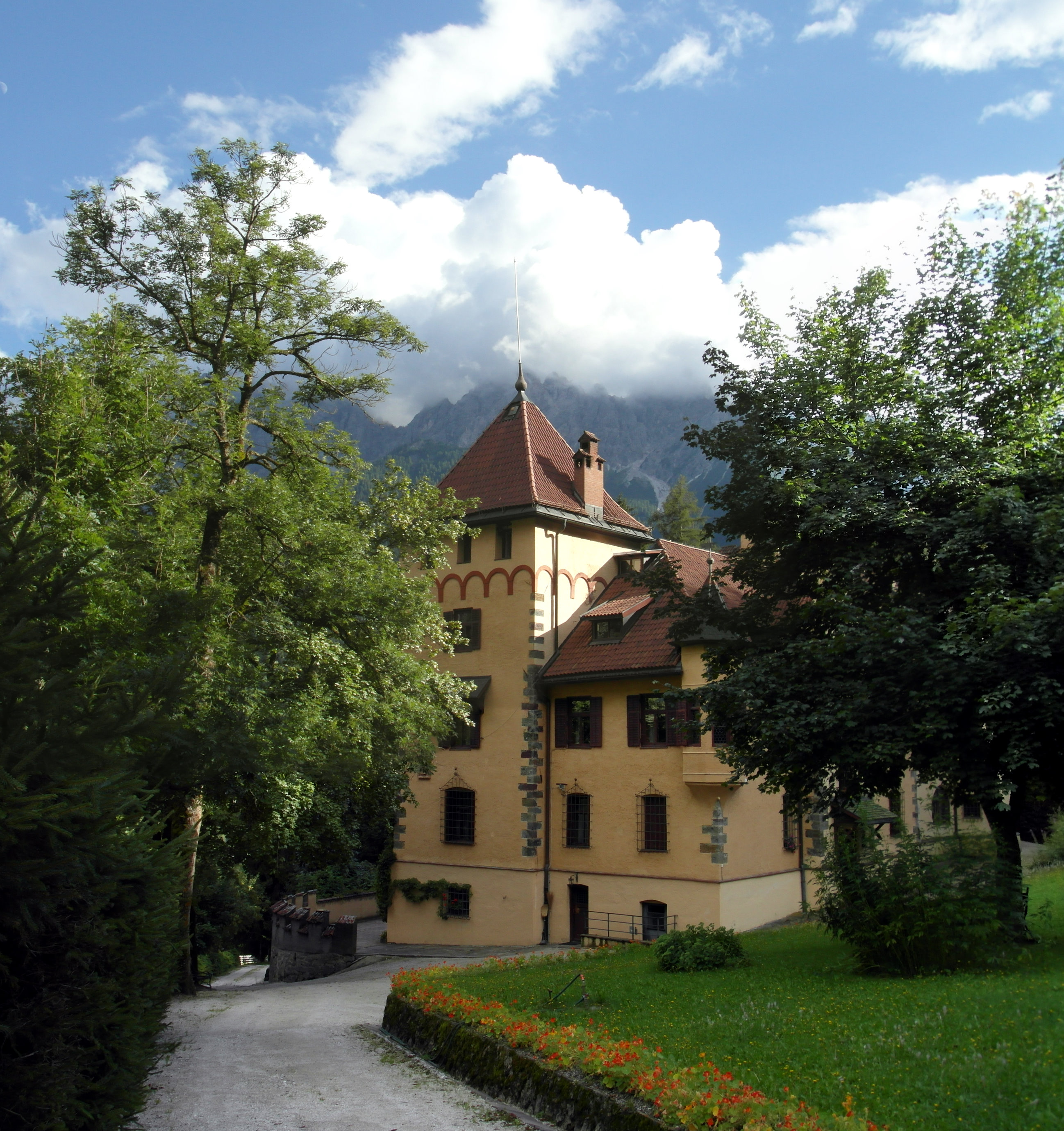
Il castello da caccia (Jagdschlössl)

Il duca Pietro d'Acquarone, ministro della Real Casa dal 1939 al 1944, acquistò la villa costruita dallo scrittore tedesco Georg von Ompteda e la trasformò in un "castello da caccia" (Jagdschlössl) posto a nord del centro abitato, nascosto dal bosco, così denominato perché al suo interno si trova una delle più ricche collezioni al mondo di trofei di animali grandi e rari. In realtà tale manufatto è stato ricostruito dalle rovine di un vecchio castello.

### Architetture militari

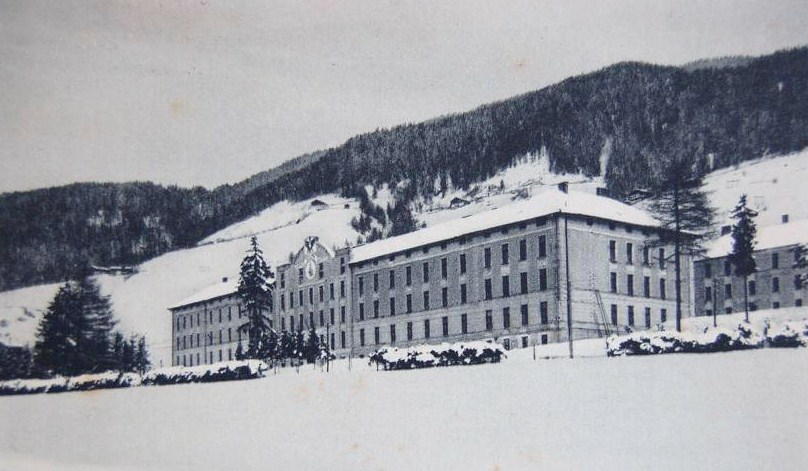
La caserma militare Cantore a San Candido

Nel paese sono ancora presenti due caserme dell'Esercito Italiano: denominate "Druso" e "generale Antonio Cantore". La prima è oramai in stato di abbandono, mentre la seconda alloggia ancora parte del 6º Reggimento.

#### Caserma Antonio Cantore
Costruita tra il 1910 e il 1911 per 657.000 corone (moneta utilizzata dall'allora impero austro-ungarico) e denominata "Kaiser Franz Josef" fu utilizzata dal Landesschützen-Regiment „Innichen“ Nr. III. Alla fine della prima guerra mondiale San Candido divenne italiana e la caserma passava al demanio militare solamente il 10 giugno 1951, dove fu utilizzata come sede del battaglione alpini "Bassano", che il 15 gennaio 1993 è stato inquadrato nel ricostituito 6º Reggimento alpini. Nel corso dell'anno 2002 il reggimento viene fatto trasferire a Brunico, presso la caserma "Lungramani" e il battaglione alpini "Bassano"
lo seguì nel 2008. Attualmente è sede della compagnia 74ª d'addestramento del battaglione alpini "Bassano" che dal 2015 si è occupato di sorvegliare i confini dello stato a causa dell'emergenza migranti e nell'operazione Strade sicure. Saltuariamente viene sfruttata come centro addestramento alpino per truppe nazionali e non.
Nel 2025 si è conclusa una radicale ristrutturazione della caserma, in vista della sua destinazione a centro di addestramento di truppe italiane e internazionali 

#### Sacrario militare

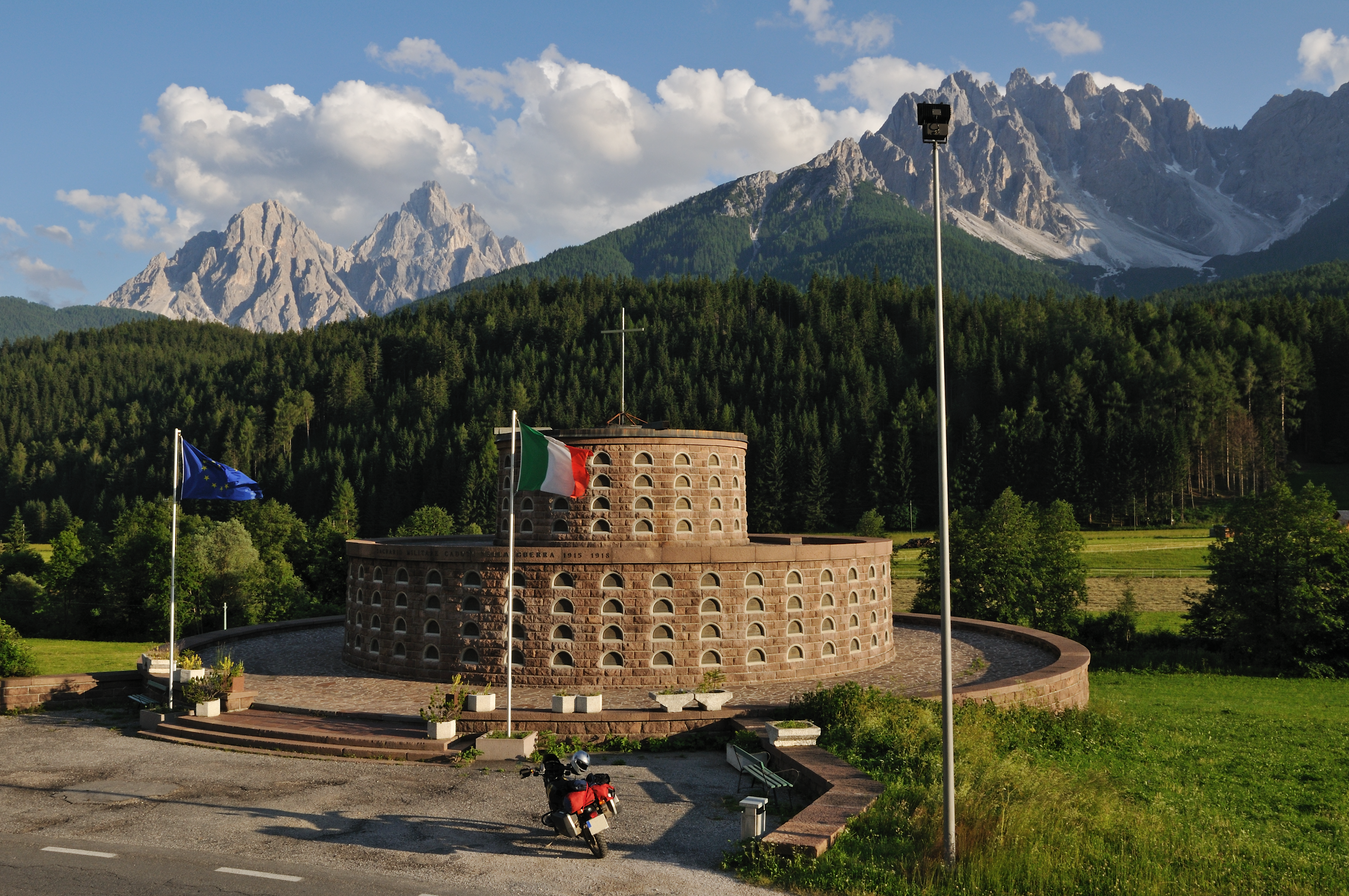
Il sacrario militare di San Candido, costruito per custodire i corpi dei caduti italiani e austro-ungarici

Pochi metri fuori dal paese, in direzione di Versciaco, ovvero verso il confine di stato, si trova sulla destra un sacrario militare che conserva le spoglie di oltre 200 soldati morti durante la prima guerra mondiale. Si presenta con aspetto monumentale circolare a due balze. Fu costruito per custodire i corpi di 218 caduti italiani e di 10 caduti austro-ungarici.

#### Cimitero militare del Burg
Durante la Grande guerra San Candido si trovava nelle immediate retrovie del fronte e fu anche un centro ospedaliero; quindi un gran numero di morti per ferite oppure per malattie, sia dell'esercito austro-ungarico, che tra i prigionieri di guerra italiani o di altre nazioni dell'Intesa, trovò sepoltura in un cimitero posto sull'altura del Burg. Si arrivò fino a 700 tombe. Per anni tale cimitero fu curato dalle autorità pubbliche. Le salme dei prigionieri di guerra italiani furono trasferite al sacrario militare di Pocol. Dopo altri trasferimenti il cimitero fu abbandonato a sé stesso e solo nel 2003 il luogo è stato recuperato con interventi di estrema sobrietà, ma giudicati molto ben riusciti.

## Società

### Evoluzione demografica
Abitanti censiti

### Ripartizione linguistica
La sua popolazione è in maggioranza di madrelingua tedesca, anche se è presente una minoranza di lingua italiana, la quale arrivò a rappresentare il 22,66% della popolazione nel 1971.
Gli ultimi dati disponibili sono del censimento 2024:
| %      | Ripartizione linguistica (gruppi principali) |
| ------ | -------------------------------------------- |
| 82,39% | madrelingua tedesca                          |
| 17,21% | madrelingua italiana                         |
| 0,40%  | madrelingua ladina                           |

### Tradizioni e folclore

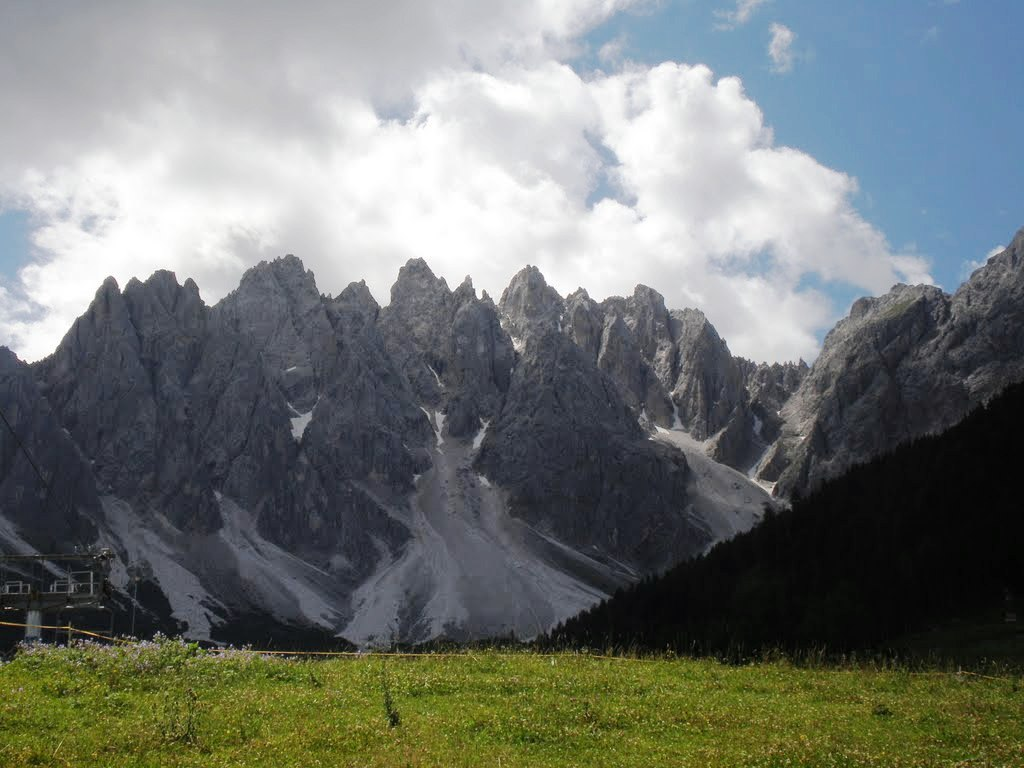
La Rocca dei Baranci

#### La leggenda dei giganti Huno e Hauno
Il nome in tedesco della Rocca dei Baranci, Haunold, deriva probabilmente dal cognome di un signore, certo Hunolt, proprietario dei boschi sotto la montagna. Esiste tuttavia una leggenda che fa risalire il toponimo alla lotta titanica fra giganti: Il gigante Hauno era a capo di un'orda che devastò la Pusteria e, prima di andarsene a razziare altrove, lasciò un manipolo di truppe presso Sillian a costruire il castello di Hunnenfels (probabilmente l'attuale castello Heinfels). In soccorso dei pusteresi apparve dai boschi un gigante chiamato Huno, che si dichiarò pronto ad aiutare i valligiani ed a espugnare il castello. La guerra fu cruenta e si risolse in una lotta tra i due giganti, dalla quale uscì vincitore Huno.
Egli si stabilì sotto la Rocca dei Baranci, costruendo il monastero di San Candido. Dopodiché il gigante fu ucciso dai valligiani con uno stratagemma a causa delle sue esose richieste di cibo.
Questa leggenda è molto cara agli abitanti locali, tanto che è possibile trovare traccia di raffigurazioni dei due giganti in alcune case.

## Cultura

### Biblioteca
La biblioteca comunale è intitolata a Peter Paul Rainer, nato a San Candido il 10 agosto 1885 e morto il 2 marzo 1938 a Liberec; fu un apprezzato scrittore di lingua tedesca.

### Musei

#### Museo Dolomythos
All'interno del Museo Dolomythos si può ripercorrere la storia delle Dolomiti; infatti sono conservate nelle collezioni esposte resti di Rhyncosaurus, Chirotherium e di altri dinosauri vissuti nel Triassico e resti di piante e di coralli appartenenti al Giurassico, tutti accompagnati da modelli e pannelli illustrativi; non mancano neanche modelli geologici e geografici, i quali ripercorrono l'intera storia delle Dolomiti: da barriera corallina a catena montuosa.

#### Museo della Collegiata
Il museo della collegiata di San Candido ospita il tesoro del Duomo, i libri risalenti dal XV secolo al XVIII secolo ed una grande raccolta di documenti e manoscritti, i quali fanno parte della biblioteca custodita del museo, una delle più importanti del Tirolo storico; nel Convento dei Francescani inoltre sono esposti numerosi reperti archeologici risalenti ai secoli dell'Impero romano ed una collezione di oggetti folkloristici.

### Televisione
A San Candido sono principalmente ambientate le prime cinque stagioni della serie televisiva Un passo dal cielo.

## Geografia antropica

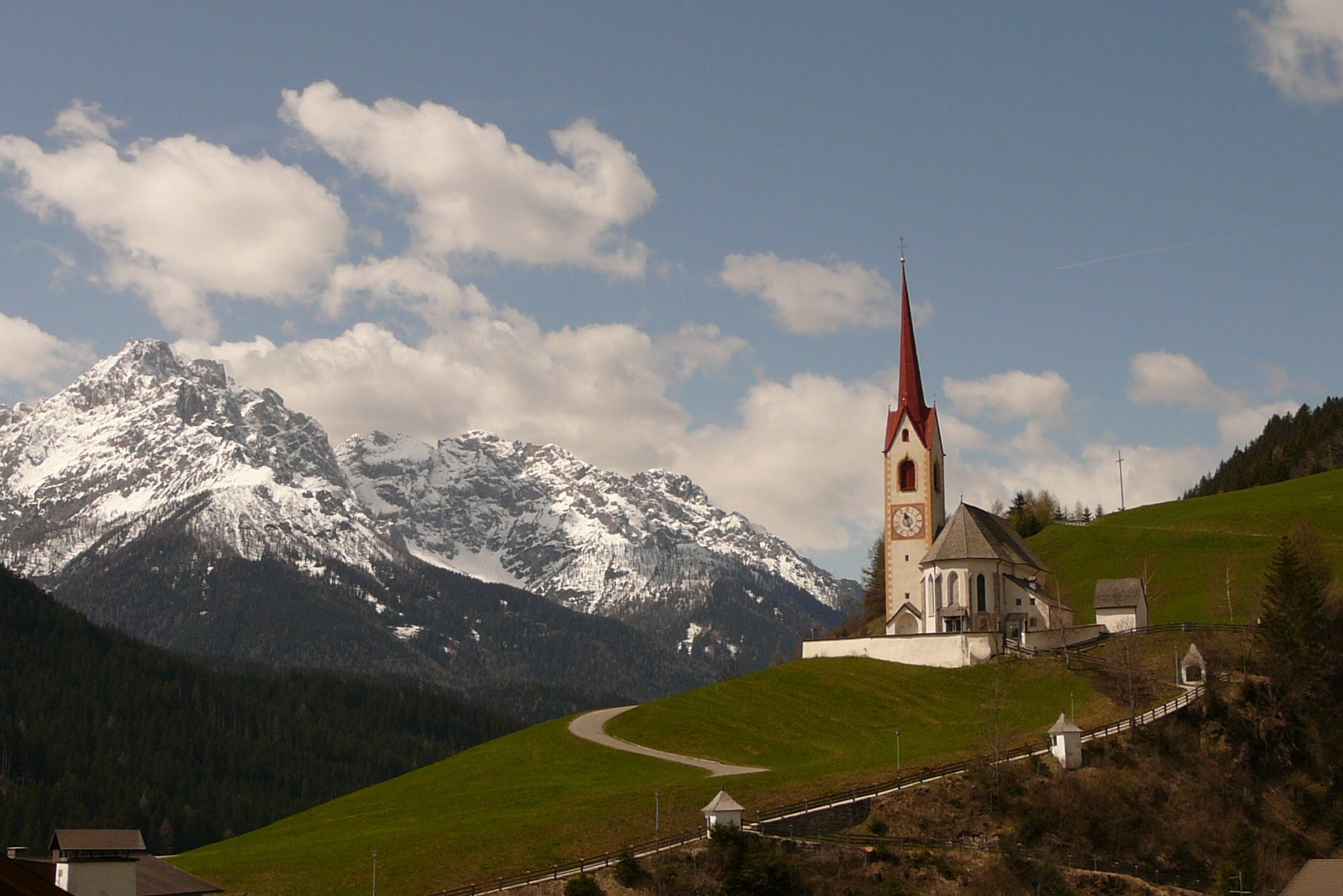
Foto di Prato alla Drava, piccola frazione di San Candido

### Frazioni
Il comune di San Candido ha tre frazioni:
- Monte San Candido (Innichberg)
- Prato alla Drava (Winnebach)
- Versciaco (Vierschach)

## Economia

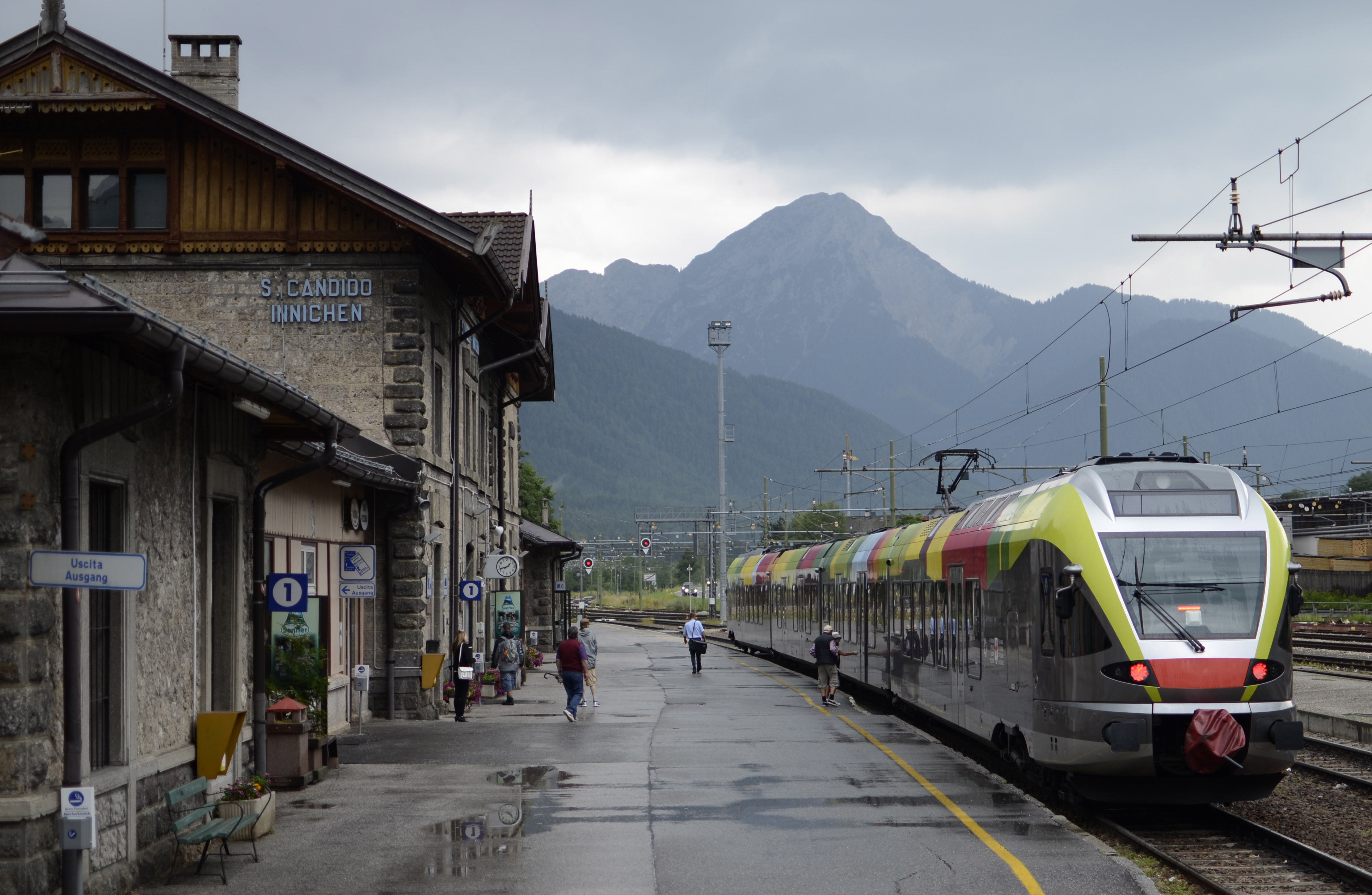
Un treno Flirt presso la stazione di San Candido

Sul suo territorio ha sede la Senfter, che, partita da semplice macelleria di paese, si è poi evoluta a partire dagli anni cinquanta come azienda produttrice di speck, è diventata una holding con 1.800 dipendenti e 650 milioni di euro di fatturato.
Lo stabilimento di imbottigliamento di acque minerali Kaiserwasser tiene viva la gloriosa tradizione delle Wildbad (fonti del bosco) di San Candido.
Secondo la tradizione, l'imperatore Francesco Giuseppe sarebbe stato solito recarsi in villeggiatura a San Candido per degustare l'acqua di queste fonti che è tuttora chiamata Kaiserwasser, per l'appunto, acqua dell'imperatore.
Secondo un'altra ricostruzione è stato invece l'imperatore Carlo I d'Austria, ultimo sul trono austriaco, ad avere una preferenza per l'acqua di San Candido.
Il paese, assieme al vicino paese di Dobbiaco, è dotato di un'unica centrale di teleriscaldamento, alimentata dalla combustione degli scarti delle segherie, con grande vantaggio dal punto di vista ambientale.
Molto importante per lo sviluppo economico e turistico è stata la linea ferroviaria e la sua stazione. Attualmente sono in corso alcune proteste da parte di turisti e appassionati dei luoghi contro il progetto di spostamento della storica stazione.

### Turismo

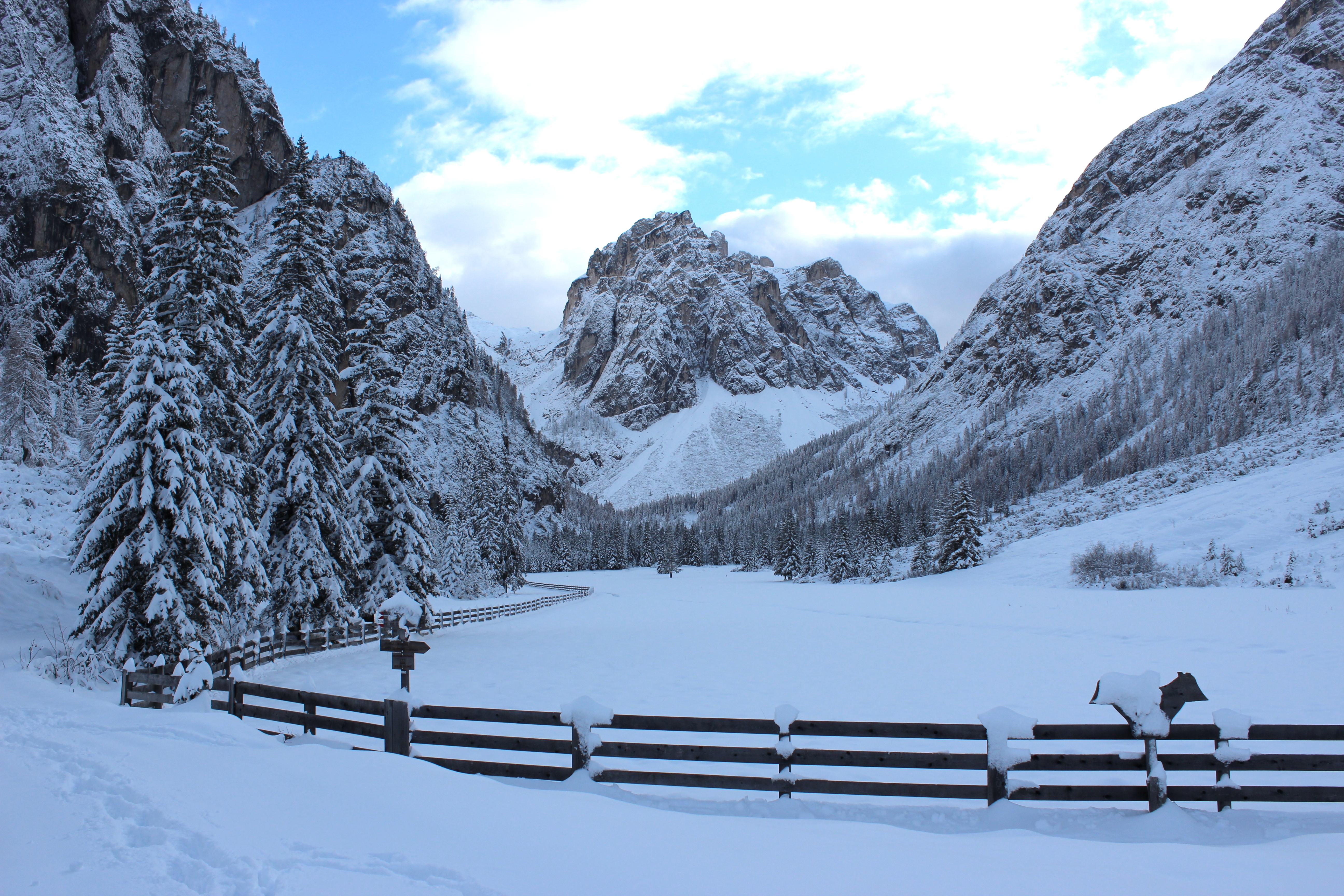
Vista sulla val di Dentro (Innerfeldtal)

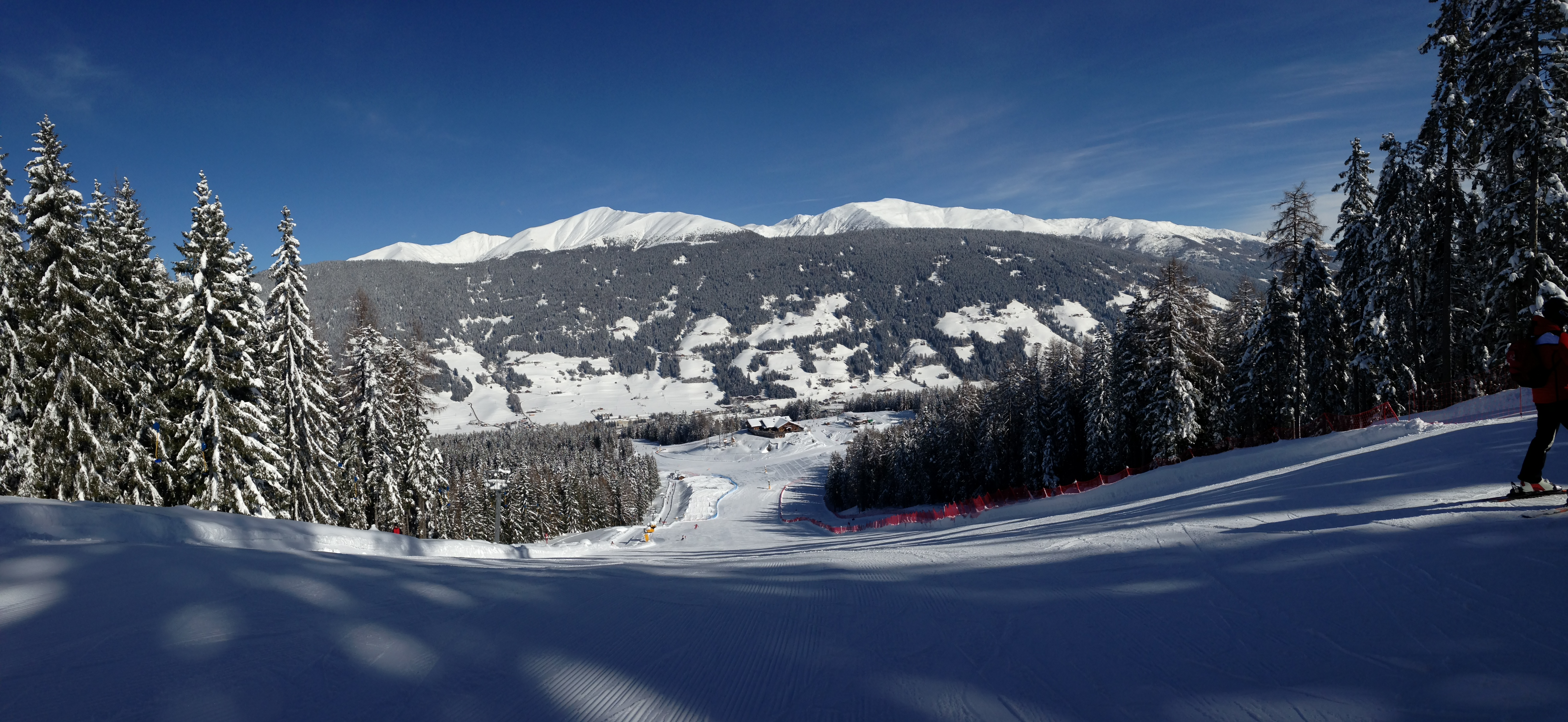
Foto invernale scattata dalla cima della pista Untertal, sugli impianti del monte Baranci

Nel primo dopoguerra inizia il turismo invernale legato alle piste di sci dei Baranci e del monte Elmo e lo sci di fondo con piste per Sesto, San Candido e Dobbiaco, e da lì a Cortina d'Ampezzo; poi ancora da Monguelfo lungo la valle di Casies e ancora da Valdaora fino ad Anterselva.
Il successivo sviluppo è stato prevalentemente turistico, avallato dalla presenza di antiche locande e alberghi, fra cui spicca il Grauer Bär ("Orso Grigio") attestato dal 1745 e risulta essere il primo Gasthof (locanda) di San Candido.
D'estate, oltre che come punto di partenza per escursioni ai Tre Scarperi o alle Tre Cime di Lavaredo, San Candido è diventata famosa per l'escursionismo in bicicletta, con la pista ciclabile per Lienz (ciclabile Dobbiaco - Lienz) che ha una discesa di 600 metri di dislivello, accessibile ai più, senza alcun particolare sforzo. La presenza della linea ferroviaria permette il ritorno in treno.
È inoltre possibile discendere sempre in bicicletta, ma in direzione opposta, la val Pusteria, attraverso la ciclabile della Pusteria.
Recentemente il paese ha ricevuto nuova visibilità e incrementato la propria attrattività turistica grazie all'ambientazione della serie televisiva Un passo dal cielo, finanziata e sponsorizzata dalla "Business Location Südtirol" (BLS), una società della provincia di Bolzano, che prevede un suo ampio ritorno in termini turistici.

### Principali luoghi di interesse
- Molte mostre, incontri e concerti vengono organizzati periodicamente presso il "Centro Culturale Josef Resch".
- Al Dolomythos (presso il Residence Alpenheim Wachtler) vi è una mostra permanente di fossili e minerali che rievocano la storia geologica delle Dolomiti, i protagonisti della loro scoperta scientifica e le leggende locali legate alle rocce di questa regione.[46]
- A sud del paese, sopra una collinetta, si trova un parco giochi per bambini, ricco di giostre e altre strutture ludiche, immerse in un lariceto.

## Amministrazione
| Periodo | Periodo | Primo cittadino           | Partito                    | Carica  | Note |
| ------- | ------- | ------------------------- | -------------------------- | ------- | ---- |
| 1952    | 1956    | Walter Müller             |                            | Sindaco |      |
| 1956    | 1974    | Walter Wachtler           |                            | Sindaco |      |
| 1974    | 1985    | Franz Senfter             |                            | Sindaco |      |
| 1985    | 2010    | Josef Passler             | SVP                        | Sindaco |      |
| 2010    | 2015    | Werner Tschurtschenthaler | SVP                        | Sindaco |      |
| 2015    | 2020    | Rosmarie Burgmann         | Bürgerliste - Lista Civica | Sindaco |      |
| 2020    |         | Klaus Rainer              | SVP                        | Sindaco |      |

### Gemellaggi
- Frisinga, dal 1969[48]

## Sport

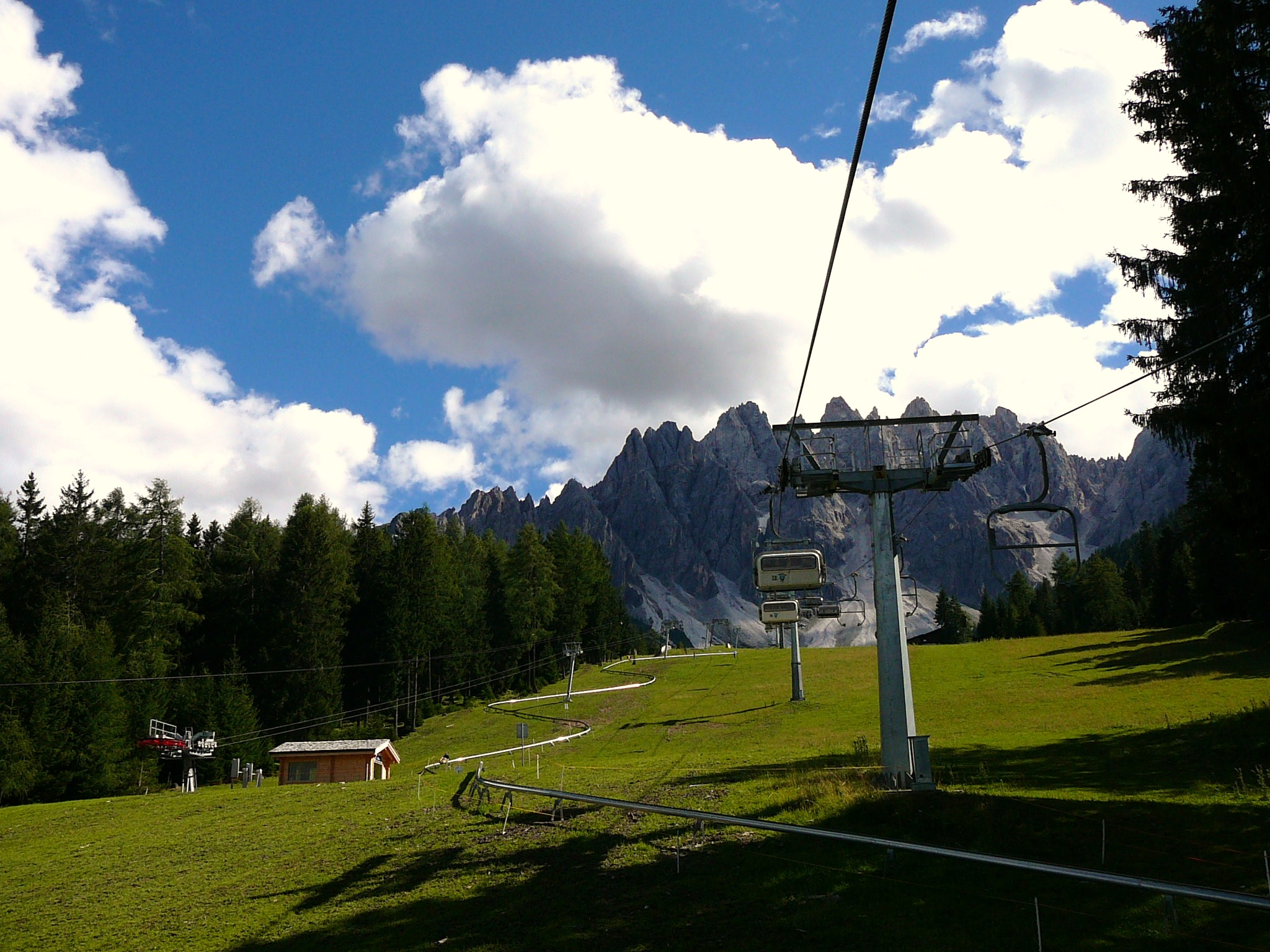
La pista di alpine coaster Fun Bob che scende lungo la pista Baranci

San Candido è un paese ricco di strutture per lo sport invernale, ma anche per quello estivo. Caratteristica è la pista da sci "Baranci" che arriva fino al paese; nella sua frazione di Versciaco, arriva direttamente la cabinovia per le piste da sci del monte Elmo.

### Fun bob
Durante l'estate la pista da sci viene sfruttata per installare un alpine coaster, un particolare tipo di scivolo, che è la prima pista da slittino estivo in Alto Adige. Più che slittino si tratta di un bob ancorato a una monorotaia che scende sino al paese. La pista lunga 1,7 chilometri, con pendenze massime del 40%, percorre un dislivello di 314 metri, raggiungendo velocità massime di 10 metri al secondo (all'interno del bob vi è però un limitatore di velocità).
L'attrazione è aperta al pubblico da metà giugno a metà settembre, ed è adatta anche ai bambini più piccoli che possono scendere in braccio al genitore se minori di sette anni.

### Tennis
Il tennista italiano Jannik Sinner è nato a San Candido.